# Jens Marklof
Jens Marklof FRS (Alemanha, ca. 1971) é um matemático alemão, que trabalha nas áreas de caos quântico, sistemas dinâmicos, equidistribuição, formas modulares e teoria dos números. Marklof é atualmente professor de física matemática da Universidade de Bristol.

## Educação
Após estudar física na Universidade de Hamburgo, Marklof obteve um doutorado em 1997 na Universidade de Ulm.

## Prêmios e honrarias
Foi palestrante convidado do Congresso Internacional de Matemáticos em Seul (2014: The low-density limit of the Lorentz gas: periodic, aperiodic and random).
Recebeu o Prêmio Whitehead de 2010. Marklof foi eleito membro da Royal Society em 2015.

## Publicações
- «MathSciNet» [ligação inativa]
- «Zentralblatt MATH»
- «ArXiv»